# Okres Gödöllő
Okres Gödöllő (maďarsky Gödöllői járás) je jedním z osmnácti okresů maďarské župy Pest. Jeho centrem je město Gödöllő.

## Sídla
V okrese se nachází celkem 15 měst a obcí.
Města
- Gödöllő
- Isaszeg
- Kerepes
- Kistarcsa
- Pécel
- Veresegyház

Městyse
- Csömör
- Mogyoród
- Szada
- Valkó

Obce
- Dány
- Erdőkertes
- Nagytarcsa
- Vácszentlászló
- Zsámbok